# Palaemon lamarrei
Palaemon lamarrei is een garnalensoort uit de familie van de Palaemonidae.